# Pokimane
Imane Anys (arabisch إيمان أنيس, DMG Īmān Anīs; * 14. Mai 1996), besser bekannt als Pokimane, ist eine marokkanisch-kanadische Internetpersönlichkeit. Anys ist vor allem für ihre Livestreams auf Twitch bekannt, in denen sie vor allem Videospielinhalte überträgt. Sie ist ehemaliges Mitglied von OfflineTV, einer Gruppe von Webvideoproduzenten.

## Karriere

### Twitch
Anys erstellte ihr Twitch-Konto im Juni 2012. Sie begann noch im selben Jahr mit einem 250-Dollar-PC zu streamen. Der Name Pokimane ist ein Kofferwort aus Pokémon und ihrem Namen, Imane. Im Jahr 2017 gewann sie 450.000 Follower auf Twitch, was ihrem Konto einen Platz unter den 100 meistgefolgten auf der Plattform einbrachte. Aufgrund des Aufstiegs ihres Kontos auf der Plattform im Jahr 2017 wurde sie bei den Shorty Awards zur besten Twitch-Streamerin des Jahres gekürt. Die Shorty Awards gaben an, dass ihr Gameplay und ihre Kommentare zu dem beliebten Spiel League of Legends ihr zur Popularität auf Twitch verholfen haben. Anys hatte einen Auftritt in einem „League of Legends“-Trailer, in dem ein neuer Spielmodus angekündigt wurde.
Anys ist dafür bekannt Fortnite zu streamen. Auf der E3 2018 veranstaltete Epic Games, der Entwickler von Fortnite, ein Pro-Am-Event. Anys wurde mit dem Rapper Desiigner gepaart, aber kurz vor dem Event wurde er durch den Basketballspieler Josh Hart ersetzt. Mitte März 2019 sprach Anys ihre abnehmende Anzahl an Fortnite-Streams an und erklärte, dass sie „darüber nachdenken müsse, was ich an den Inhalten, die ich gemacht habe, mag oder nicht mag.“
Die Tech-News-Seite Digital Trends berichtete, dass Anys häufig mit ihrem Publikum interagiert und beschrieb ihre „lockere, aber enthusiastische Persönlichkeit“ als „perfekt geeignet für lange Streams“.
Im März 2020 unterzeichnete Anys einen mehrjährigen Exklusivvertrag mit Twitch. Social Blade listete Anys als das neuntmeist gefolgte Twitch-Konto, mit über 8,5 Millionen Followern (Stand Ende 2021).
Anys wurde 2021 in der Kategorie „Games“ in die Forbes-30-Under-30-Liste aufgenommen, in der sie als größte weibliche Streamerin auf Twitch und als Mitbegründerin von OfflineTV hervorgehoben wurde.
Am 7. Januar 2022 wurde Anys Twitch-Account mitten in einem Avatar – Der Herr der Elemente-Stream aufgrund einer DMCA-Beschwerde von ViacomCBS für 48 Stunden gesperrt.
Im Februar 2022 unterschrieb Anys erneut bei Twitch.

### YouTube
Neben dem Streaming auf Twitch hat Anys auch mehrere YouTube-Kanäle. Auf den verschiedenen Kanälen erscheinen regelmäßig beliebte Clips aus den Streams, Podcasts, Vlogs und andere Videos.
Anys ist auch Mitglied von OfflineTV, einem kollaborativen YouTube-Kanal, der sich aus mehreren Web-Videoproduzenten zusammensetzt. Über den Kanal sagte Anys: „Es macht keinen Spaß, ein Streamer zu sein und allein zu leben, also haben wir beschlossen, uns zusammenzuschließen, damit wir uns nicht nur gegenseitig Gesellschaft leisten, sondern auch zusammenarbeiten und gute Arbeit und Inhalte für alle anderen machen können.“

### Andere Projekte
Im Oktober 2019 wurde bekannt gegeben, dass Anys, neben einer Reihe anderer Internet-Persönlichkeiten, in dem Film Free Guy unter der Regie von Shawn Levy auftreten würde. Der Film wurde im August 2021 veröffentlicht.
Im Juni 2020 trat Anys der Modemarke Cloak von Markiplier und Jacksepticeye als Partner und Kreativdirektor bei.
Anys hatte einen Auftritt im Musikvideo zu Bella Poarchs Song „Inferno“, das im August 2021 veröffentlicht wurde.
Anys wirkte Ende 2021 bei der Gründung der Talent-Management- und Markenberatungsfirma RTS Management mit und fungiert dort als Chief Creative Officer.

## Persönliches
Anys wurde am 14. Mai 1996 in Marokko geboren. Im Alter von vier Jahren zog sie mit ihrer Familie nach Quebec, Kanada. Anys besuchte die McMaster University und studierte Chemieingenieurwesen, brach das Studium aber später ab, um ihre Karriere als Streamerin zu verfolgen. Derzeit lebt sie in Los Angeles, Kalifornien.